# Barbengo
Barbengo (fino al XV secolo Premona) è un quartiere di 2 338 abitanti del comune svizzero di Lugano, nel Canton Ticino (distretto di Lugano).

## Geografia fisica
Barbengo è il quartiere più a sud della Città e confina con Carabbia, Carona, Collina d'Oro, Grancia e Morcote.

## Storia

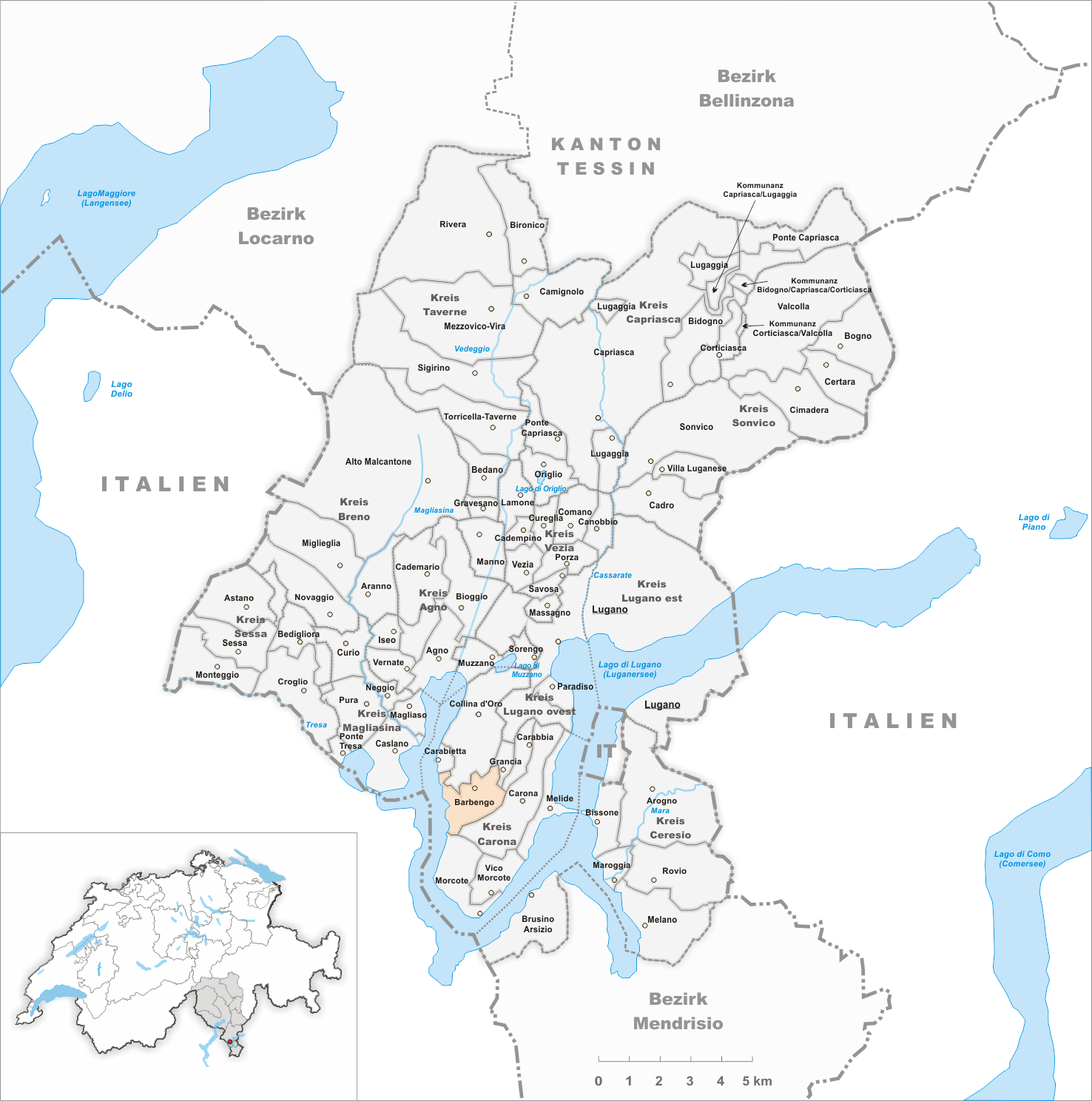
Il territorio del comune di Barbengo prima degli accorpamenti comunali del 2008.

Già comune autonomo che si estendeva per 2,65 km², nel 2008 è stato accorpato a Lugano assieme agli altri comuni soppressi di Carabbia e Villa Luganese.
Nel territorio di Barbengo - in località Cernesio - si trovava una delle cave di porfido rosa del Ceresio, una pietra naturale tipica della regione Luganese. Con questo materiale molto resistente e dal colore rosa sono pavimentate molte strade del Canton Ticino. La Cava è rimasta attiva fino agli anni '40.

## Monumenti e luoghi d'interesse

### Architetture religiose
- Chiesa parrocchiale di Sant'Ambrogio, attestata dal 1335[1];
- Chiesa di San Carlo Borromeo in località Cernesio, eretta nel 1891-1895[1], con la cappella Martinetti[senza fonte];
- Oratorio di San Francesco d'Assisi in località Figino, eretto nel XVII secolo[1];
- Oratorio di Sant'Antonio abate in località Cadepiano (ma in territorio di Collina d'Oro), eretto nel 1640[senza fonte].

### Architetture civili
- Casa Sciaredo[senza fonte];
- Casa Guidini[senza fonte].

## Società

### Evoluzione demografica
L'evoluzione demografica è riportata nella seguente tabella:
Abitanti censiti

## Geografia antropica
Il quartiere comprende i nuclei abitati di Cadepiano, Casaccia, Casoro, Cernesio, Garaverio e Figino. Dal 2022 il quartiere luganese di Barbengo si è separato da Figino che è diventato un quartiere a se stante con il proprio CAP: 6918.

## Amministrazione
Ogni famiglia originaria del luogo fa parte del cosiddetto comune patriziale e ha la responsabilità della manutenzione di ogni bene ricadente all'interno dei confini del quartiere.